# Sommerschafweide auf Burgstall und Milchberg
Die Sommerschafweide auf Burgstall und Milchberg ist ein vom Landratsamt Münsingen am 31. Mai 1955 durch Verordnung ausgewiesenes Landschaftsschutzgebiet auf dem Gebiet der Gemeinde Hohenstein.

## Lage
Das etwa 12 Hektar große Landschaftsschutzgebiet liegt ungefähr 2 km südlich des Hohensteiner Ortsteils Oberstetten in den Gewannen Bremental und Milchberg unmittelbar an der Bundesstraße 312. Es gehört zum Naturraum Mittlere Kuppenalb.
Geologisch stehen hauptsächlich Formationen der Unteren Massenkalke des Oberjuras an. Das Bremental ist mit pleistozänen und holozänen Verwitterung- und Umlagerungsbildungen verfüllt.

## Landschaftscharakter
Im Westen des nördlichen Teilgebiets befindet sich ein Waldbestand und im Osten ein lockeres Gehölz auf einer rechteckigen, anthropogenen Aufschüttung. Dazwischen liegt Wirtschaftsgrünland. Die südliche Teilfläche liegt in einem geschlossenen Waldbestand.

## Zusammenhängende Schutzgebiete
im Westen grenzt das Naturschutzgebiet Steinberg-Dürrenfeld an, das gleichzeitig zum FFH-Gebiet Gebiete um Trochtelfingen gehört.